# Понойский заказник
Поно́йский зака́зник — Государственный природный зоологический заказник регионального значения в Ловозерском районе Мурманской области.
Расположен на территории Ловозерского района в среднем течении реки Поной, между устьями рек Пятьчема и Лосинга. Образован 22 апреля 1981 года по решению Исполнительного комитета Мурманского областного Совета народных депутатов № 212. Площадь заказника 1160 км².
В задачи заказника входит сохранение редких видов животных, контроль за рациональным использованием охотничьих и промысловых видов зверей и птиц, поддержание экологического баланса на территории заказника.
Понойский заказник является единственным на территории Северо-Западного округа России местом гнездования таких птиц, как: кречет, сокол-сапсан, орлан-белохвост, скопа, лебедь-кликун и серый журавль. Из зверей под охраной заказника находятся лось, северный олень, бурый медведь, росомаха, куница, норка, горностай, песец, ондатра и другие.
На территории заказника в 2000 году проходили съёмки документального фильма «25-й сезон», посвящённый Сергею Ганусевичу, известному зоологу и орнитологу, изучавшему здесь в конце 70-х — начале 80-х хищных птиц. Вклад Ганусевича не в последнюю очередь повлиял на создание заказника. Фильм был показан региональной Мурманской телекомпанией «Мурман». На Ханты-Мансийском фестивале документальных фильмов «25-й сезон» получил награду в номинации «За операторскую работу».
В районе Поноя находится также государственный природный биологический (рыбохозяйственный) заказник регионального значения «Понойский», главным объектом охраны которого являются водные ресурсы Поноя и обитающие в реке рыбы — сёмга, горбуша, кумжа и другие. Заказник образован 5 августа 2002 года приказом № 413-ПП. Площадь — 986 км².

## Карты местности
- Лист карты Q-37-VII,VIII Чальмны-Варрэ. Масштаб: 1 : 200 000.